# Alan Jay Heeger
Alan Jay Heeger (Sioux City, 22 gennaio 1936) è un fisico statunitense.
Ha vinto il premio Nobel per la chimica nel 2000 insieme a Alan G. MacDiarmid e Hideki Shirakawa  per la scoperta e lo sviluppo dei polimeri conduttivi. Nel 1995 gli era stato attribuito il premio Balzan per la scienza dei nuovi materiali non biologici, in particolare per il suo ruolo guida nelle discipline che costituiscono il campo, nuovo e interdisciplinare, dei polimeri semiconduttori metallici. È attualmente professore all'Università della California, a Santa Barbara. Nel 2006 ha vinto, insieme al Prof. P. Alivisatos, la sezione "Scienza e Ambiente" del Premio Eni Italgas per le sue ricerche sulle applicazioni dei polimeri semiconduttori nel campo del solare fotovoltaico.
Il 15 ottobre del 2007 il Politecnico di Torino gli ha attribuito la laurea honoris causa in ingegneria energetica.